# Knikkertje Lik
Knikkertje Lik is een kinderboek van schrijver Daan Zonderland met tekeningen van C.W. Voges. Het boek, dat in 1951 verscheen, gaat over Judocus, een jongen die een toverknikker in zijn bezit krijgt.

## Personages
- Judocus. Achtjarige wees die de wijde wereld in trekt.
- Michiel. Een muis die verandert in een kater en daarna tijdelijk in een lichaamloze stem.
- Knikkertje Lik. Een betoverde prinses die haar leven lange tijd als dichtende rode knikker slijt.
- De wijze van Antrim. Een gevaarlijke tovenaar met een egoïstisch zelfbeeld.
- De heks van Bourgonje. De vrouwelijke evenknie van de wijze van Antrim.

## Inhoud
Groenteboer Piet en zijn vrouw Annemarie hebben een groentewinkel in een kleine provinciestad. Plotseling breekt een besmettelijke ziekte uit waaraan man en vrouw overlijden. Hun achtjarig zoontje Judocus overleeft ternauwernood en blijft als wees achter. Hij ruilt een tube tandpasta met Michiel de muis tegen een toverknikker. Deze knikker vertelt hem dichtregels als eraan gelikt wordt. In het begin van het verhaal zet de knikker de toon met de dichtregel:
Van kritiek word ik ziek
Judocus en Knikkertje Lik trekken de wijde wereld in. Na een avontuur aan het hof van koning Ananas keren ze kort terug naar huis, waar de gewetensvolle muis Michiel veranderd wordt in een gewetenloze zwarte kater, die vervolgens meereist. Ook Judocus wordt meerdere malen betoverd. Na de hele wereld te zijn overgetrokken weet Judocus met een wanhopige worp een mooie prinses uit de knikker te bevrijden. Het betoverende meisje blijkt de dochter van de koning van Syrië, die door een complot van de wijze van Antrim en de heks van Bourgonje in een knikker was veranderd. Judocus heet haar welkom met de uitroep:
Ik schaam me dood, als ik denk aan al die keren dat ik aan Knikkertje Lik gelikt heb.
Judocus trouwt met de prinses en volgt zijn schoonvader op als koning van Syrië.

## Hoorspel
In 1958 was een 16-delig hoorspel te beluisteren bij de KRO verzorgd door Daan Zonderland en Wim Quint.